# 1122
1122 (MCXXII) var ett normalår som började en söndag i den julianska kalendern.

## Händelser

### Okänt datum
- Wormskonkordatet innebär slutet på Investiturstriden mellan påve och kejsare.
- Abbot Suger blir abbot i Saint-Denis och rådgivare till Ludvig VI av Frankrike.

## Födda
- Eleonora av Akvitanien, drottning av Frankrike 1137–1152 (gift med Ludvig VII) och av England 1154–1189 (gift med Henrik II) (född detta år eller 1124)
- Fredrik Barbarossa.

## Avlidna
- 12 eller 13 juli – Sybilla av Normandie, drottning av Skottland sedan 1107 (gift med Alexander I)
- Kristina, dotter till Inge den äldre
- Omar Khayyam, persisk poet, matematiker, filosof och astronom